# Hanna Sobolewska-Kulina
Hanna Sobolewska-Kulina (Kula, ur. 2 listopada 1954 w Warszawie, zm. 13 listopada 1987 w Poznaniu) – polska aktorka teatralna.
Związana przede wszystkim z Teatrem Nowym w Poznaniu, gdzie występowała w Antygonie (jako Ismena), Domu otwartym (jako Kamila), Matce (jako Zofia Plejtus), Trzech siostrach (jako Natasza), Zorzy (jako Ona), Wielkoludach (jako Żona). W Teatrze Telewizji występowała w Słoniu. Uhonorowana Medalem Młodej Sztuki.